# لوكال بتكوينز
لوكال بتكوينز (بالإنجليزية: LocalBitcoins)‏ هي عبارة عن منصة تبادل عملات معماة من ند إلى ند مقرها في هلسنكي، فنلندا. تأسست في يونيو 2012، تعمل على تسهيل تبادل العملات المحلية مقابل البيتكوين والعملات الأخرى. والتي تتم عبر إعلانات ينشرها المستخدمين على موقع الويب، حيث يذكرون أسعار الصرف وطرق الدفع لشراء أو بيع العملات المعماة، ويرد المستخدمون الآخرون على هذه الإعلانات ويقومون بالدفع بطرق الدفع المحددة الخاصة بهم.